# Obwód Rawa Mazowiecka Armii Krajowej
Obwód Rawa Mazowiecka AK – jednostka terytorialna Służby Zwycięstwu Polski, Związku Walki Zbrojnej, a następnie Armii Krajowej. Operowała na terenie powiatu Rawa Mazowiecka. Kryptonimy: „35”, „Rybitwa”, a następnie „Dwór”, „Pokrzywa”, „Drzazga”, „Zagajnik”, „Puzon”, „AD”. 
Obwód wchodził początkowo w skład Inspektoratu Rejonowego Skierniewice ZWZ i podlegał Komendzie Okręgu Łódź ZWZ. W lipcu 1940 został przekazany do Okręgu Warszawa–Województwo ZWZ, następnie z dniem 1 marca 1941 został ponownie przekazany do Okręgu Łódzkiego AK.

## Struktura Obwodu

### Komenda Obwodu
Obwód w ramach Służby Zwycięstwu Polsce a następnie ZWZ od października 1939 organizował por. NN „Pszczoła”, „Sulima”, który zaginął w styczniu 1940. następnie do lata 1940 pełniącym obowiązki komendanta był kpt. Marek Karski „Andrzej”, „Mateusz”. Od wiosny do jesieni 1941 komendantem był por. art. Tadeusz Perdzyński „Tarnawa”, a do marca 1942 por. Jan Sasin „Kopka”. Od marca 1942 do maja 1944 komendantem był kpt./mjr Stanisław Pawłowski „Powała”, od maja do sierpnia 1944 kpt./mjr Władysław Romańczyk „Rosa”, „Czarny”, „Kula”, „Wir”, zaś od września 1944 do stycznia 1945 kpt./mjr Stanisław Leszczyński „Dąb”, „Konar”.

### Struktura terytorialna
Teren obwodu podzielony był na pięć rejonów.
- Rejon I Rawa Mazowiecka miasto – komendant por. Michał Wencel „Radwan”, ppor. Franciszek Morski;
- Rejon II gmina Gortatowice – komendant por. NN „Żak”, por. Edward Kamiński „Młot”;
- Rejon III gmina Spała – komendant por. Marian Sala „Brzoza”, por. Marian Listwoń „Harenda”;
- Rejon IV gmina Zabłocie – komendant mjr Rudolf Majewski „Solski”, „Roman”, por. Edmund Markowski „Zawrat";
- Rejon V gmina Nowe Miasto – komendant por. Janusz Karbowski „Pilicki”[3].

Według stanu na 1 grudnia 1944 obwód liczył 2535 żołnierzy. W lipcu 1944 na terenie obwodu z Zespołu dywersyjnego powstał oddział partyzancki OP „Wilk" pod dowództwem ppor. Ryszarda Karwowskiego „Roggers”, składający się z 37 żołnierzy i 5 sanitariuszek. Oddział został otoczony i rozbity 30 sierpnia 1944, zaś wcześniej został zabity w zasadzce jego dowódca. Od maja 1944 na terenie obwodu działał 13-osobowy oddział z Obwodu Skierniewice, pod dowództwem Stanisława Sawickiego „Lerman”, a następnie por. Mariana Sali „Borza". Od sierpnia dowództwo OP „Dzik”, objął por. Henryk Sieczkowski „Władysław” (ok. 40 żołnierzy). 27 listopada 1944 po siedemnastogodzinnej walce oddział został rozbity, zaś 25 partyzantów poległo.